# Fitz-James
Fitz-James és un municipi francès, situat al departament de l'Oise i a la regió dels Alts de França. L'any 2007 tenia 2.450 habitants.

## Demografia

### Població
El 2007 la població de fet de Fitz-James era de 2.450 persones. Hi havia 907 famílies de les quals 224 eren unipersonals (116 homes vivint sols i 108 dones vivint soles), 279 parelles sense fills, 312 parelles amb fills i 92 famílies monoparentals amb fills.
La població ha evolucionat segons el següent gràfic:
Habitants censats

### Habitatges
El 2007 hi havia 973 habitatges, 919 eren l'habitatge principal de la família, 8 eren segones residències i 45 estaven desocupats. 764 eren cases i 205 eren apartaments. Dels 919 habitatges principals, 673 estaven ocupats pels seus propietaris, 228 estaven llogats i ocupats pels llogaters i 18 estaven cedits a títol gratuït; 5 tenien una cambra, 91 en tenien dues, 155 en tenien tres, 303 en tenien quatre i 365 en tenien cinc o més. 717 habitatges disposaven pel capbaix d'una plaça de pàrquing. A 446 habitatges hi havia un automòbil i a 406 n'hi havia dos o més.

### Piràmide de població
La piràmide de població per edats i sexe el 2009 era:
| Homes | Edats   | Dones |
| ----- | ------- | ----- |
| 0     | 95 o +  | 0     |
| 0     | 90 a 94 | 0     |
| 8     | 85 a 89 | 16    |
| 12    | 80 a 84 | 16    |
| 20    | 75 a 79 | 32    |
| 36    | 70 a 74 | 36    |
| 36    | 65 a 69 | 44    |
| 60    | 60 a 64 | 60    |
| 80    | 55 a 59 | 76    |
| 128   | 50 a 54 | 108   |
| 80    | 45 a 49 | 80    |
| 76    | 40 a 44 | 108   |
| 100   | 35 a 39 | 76    |
| 96    | 30 a 34 | 96    |
| 96    | 25 a 29 | 104   |
| 64    | 20 a 24 | 68    |
| 64    | 15 a 19 | 72    |
| 80    | 10 a 14 | 88    |
| 92    | 5 a 9   | 72    |
| 64    | 0 a 4   | 64    |

## Economia
El 2007 la població en edat de treballar era de 1.708 persones, 1.169 eren actives i 539 eren inactives. De les 1.169 persones actives 1.062 estaven ocupades (564 homes i 498 dones) i 107 estaven aturades (44 homes i 63 dones). De les 539 persones inactives 203 estaven jubilades, 129 estaven estudiant i 207 estaven classificades com a «altres inactius».

### Ingressos
El 2009 a Fitz-James hi havia 929 unitats fiscals que integraven 2.270,5 persones, la mediana anual d'ingressos fiscals per persona era de 20.447 €.

### Activitats econòmiques
Dels 88 establiments que hi havia el 2007, 2 eren d'empreses alimentàries, 1 d'una empresa de fabricació de material elèctric, 2 d'empreses de fabricació d'altres productes industrials, 9 d'empreses de construcció, 35 d'empreses de comerç i reparació d'automòbils, 3 d'empreses de transport, 3 d'empreses d'hostatgeria i restauració, 4 d'empreses financeres, 3 d'empreses immobiliàries, 12 d'empreses de serveis, 7 d'entitats de l'administració pública i 7 d'empreses classificades com a «altres activitats de serveis».
Dels 23 establiments de servei als particulars que hi havia el 2009, 1 era una oficina de correu, 4 tallers de reparació d'automòbils i de material agrícola, 1 taller d'inspecció tècnica de vehicles, 3 paletes, 2 guixaires pintors, 1 lampisteria, 2 electricistes, 3 perruqueries, 2 veterinaris, 1 agència de treball temporal, 1 restaurant, 1 agència immobiliària i 1 saló de bellesa.
Dels 13 establiments comercials que hi havia el 2009, 1 era un hipermercat, 2 grans superfícies de material de bricolatge, 2 fleques, 1 una fleca, 2 botigues de roba, 1 una botiga de roba, 1 una botiga d'equipament de la llar, 1 una sabateria, 1 una botiga d'electrodomèstics i 1 una joieria.
L'any 2000 a Fitz-James hi havia 3 explotacions agrícoles.

## Equipaments sanitaris i escolars
El 2009 hi havia 1 psiquiàtric i 1 farmàcia.
El 2009 hi havia 1 escola maternal i 2 escoles elementals.

## Poblacions més properes
El següent diagrama mostra les poblacions més properes.